# San Juan County (Washington)
San Juan County ist ein County im US-Bundesstaat Washington. Hier leben laut der Volkszählung im Jahr 2020 17.788 Menschen. Der Verwaltungssitz (County Seat) ist Friday Harbor auf San Juan Island.

## Geographie
Das County umfasst den größten Teil der San Juan Islands, einer Inselgruppe, die die Juan-de-Fuca-Straße von der Straße von Georgia trennt, zwischen der kanadischen Vancouver Island und dem Festland.
Das County hat eine Fläche von 1609 Quadratkilometern, davon sind 453 Quadratkilometer Land- und 1156 Quadratkilometer (71,84 Prozent) Wasserfläche. Es ist damit das flächenmäßig kleinste County von Washington.

## Geschichte
Die Inselgruppe war von 1846 bis 1872 zwischen Großbritannien und den USA umstritten, was 1859 zum Schweinekonflikt führte.

## Demografische Daten

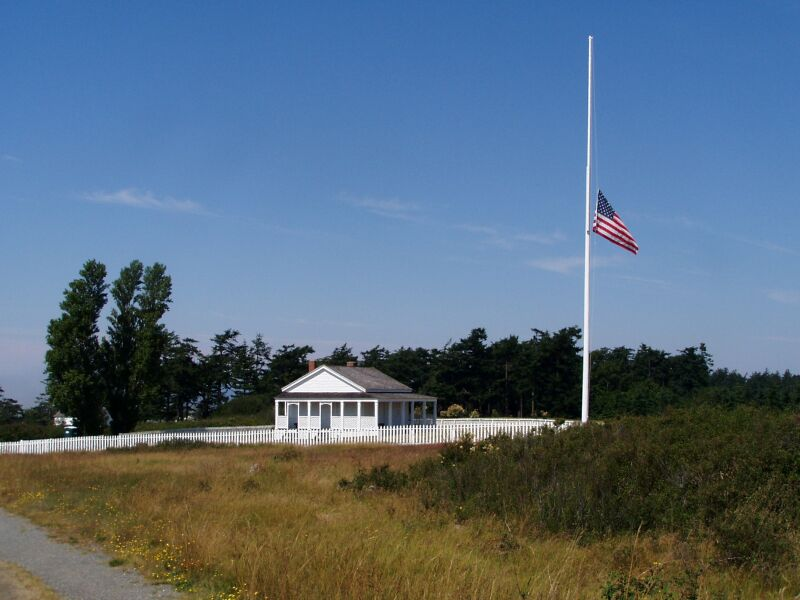
Das San Juan Islands Am Camp

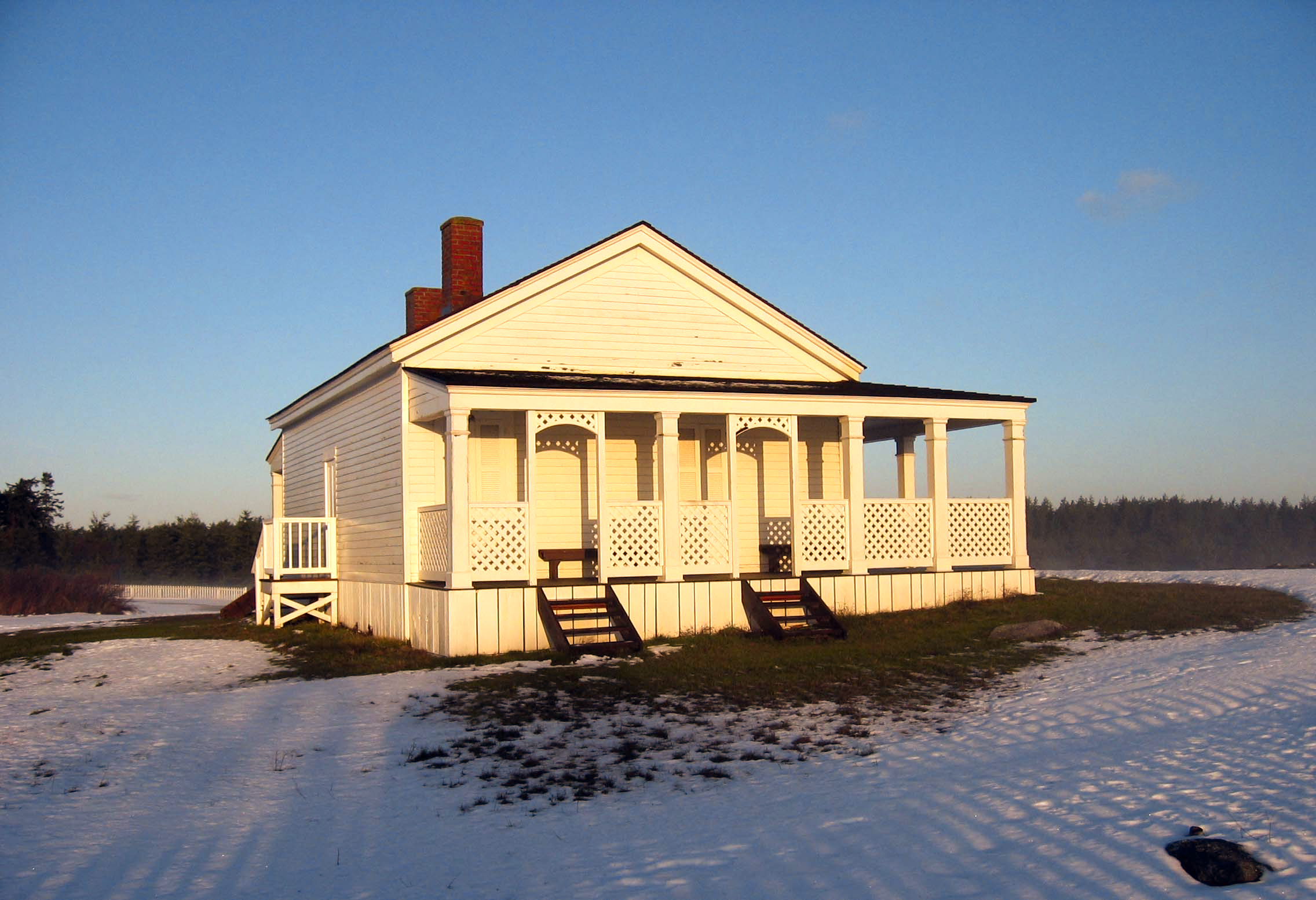
Ehemaliges Offiziersquartier im San Juan National Historical Park

Nach der Volkszählung im Jahr 2000 lebten im County 14.077 Menschen. Es gab 6.466 Haushalte und 4.015 Familien. Die Bevölkerungsdichte betrug 31 Einwohner pro Quadratkilometer. Ethnisch betrachtet setzte sich die Bevölkerung zusammen aus 94,99 % Weißen, 0,26 % Afroamerikanern, 0,83 % amerikanischen Ureinwohnern, 0,89 % Asiaten, 0,09 % Bewohnern aus dem pazifischen Inselraum und 0,91 % aus anderen ethnischen Gruppen; 2,04 % stammten von zwei oder mehr ethnischen Gruppen ab. 2,40 % der Bevölkerung waren spanischer oder lateinamerikanischer Abstammung.
Von den 6.466 Haushalten hatten 22,90 % Kinder und Jugendliche unter 18 Jahre, die bei ihnen lebten. 51,80 % waren verheiratete, zusammenlebende Paare, 6,90 % waren allein erziehende Mütter. 37,90 % waren keine Familien. 30,60 % waren Singlehaushalte und in 10,70 % lebten Menschen im Alter von 65 Jahren oder darüber. Die Durchschnittshaushaltsgröße betrug 2,16 und die durchschnittliche Familiengröße lag bei 2,65 Personen.
Auf das gesamte County bezogen setzte sich die Bevölkerung zusammen aus 19,10 % Einwohnern unter 18 Jahren, 4,50 % zwischen 18 und 24 Jahren, 21,70 % zwischen 25 und 44 Jahren, 35,70 % zwischen 45 und 64 Jahren und 19,00 % waren 65 Jahre alt oder darüber. Das Durchschnittsalter betrug 47 Jahre. Auf 100 weibliche Personen kamen 95,10 männliche Personen, auf 100 Frauen im Alter ab 18 Jahren kamen statistisch 93,00 Männer.

Das jährliche Durchschnittseinkommen eines Haushalts betrug 43.491 USD, das Durchschnittseinkommen der Familien betrug 51.835 USD. Männer hatten ein Durchschnittseinkommen von 36.250 USD, Frauen 26.516 USD. Das Prokopfeinkommen betrug 30.603 USD. 9,20 % der Bevölkerung und 6,00 % der Familien lebten unterhalb der Armutsgrenze. 12,40 % davon waren unter 18 Jahre und 3,10 % waren 65 Jahre oder älter.